# جائزة كندا الكبرى 1980
جائزة كندا الكبرى 1980 هو سباق فورمولا 1 أقيم بتاريخ 28 سبتمبر 1980 في مونتريال، كيبك، كندا. كان الثالث عشر من أصل 14 في بطولة العالم لسباقات الفورمولا واحد موسم 1980. حلّ الأسترالي آلان جونز أولا بينما جاء الأرجنتيني كارلوس ريوتيمان في المركز الثاني وحصل على المركز الثالث الفرنسي ديدييه بيروني.

## الترتيب النهائي
| الترتيب | السائق          | النقاط  |
| ------- | --------------- | ------- |
| 1       | آلان جونز       | 62      |
| 2       | نيلسون بيكيه    | 54      |
| 3       | كارلوس ريوتيمان | 40 (43) |
| 4       | جاك لافيت       | 32      |
| 5       | رينيه أرنو      | 29      |
| المصدر: |                 |         |